# Albizia altissima
Albizia altissima är en ärtväxtart som beskrevs av Joseph Dalton Hooker. Albizia altissima ingår i släktet Albizia och familjen ärtväxter. Inga underarter finns listade i Catalogue of Life.